# Ministère de l'Intérieur (Tchéquie)
Pour les articles homonymes, voir Ministère de l'Intérieur.
Le ministère de l'Intérieur (en tchèque : Ministerstvo vnitra) est le département ministériel chargé de l'ordre public, de la sécurité intérieure et des forces de l'ordre en Tchéquie.
Il est dirigé depuis le 17 décembre 2021 par le centriste Vít Rakušan.

## Liste des ministres
| Nom | Nom | Nom              | Mandat                                                          | Parti    | Gouvernement(s)   |
| --- | --- | ---------------- | --------------------------------------------------------------- | -------- | ----------------- |
|     |     | Jan Ruml         | 2 juillet 1992 - 7 novembre 1997 (5 ans, 4 mois et 5 jours)     | ODS      | Klaus I et II     |
|     |     | Jindřich Vodička | 8 novembre 1997 - 2 janvier 1998 (1 mois et 25 jours)           | ODS      | Klaus II          |
|     |     | Cyril Svoboda    | 2 janvier - 22 juillet 1998 (6 mois et 20 jours)                | KDU-ČSL  | Tošovský          |
|     |     | Václav Grulich   | 22 juillet 1998 - 4 avril 2000 (1 an, 8 mois et 13 jours)       | ČSSD     | Zeman             |
|     |     | Stanislav Gross  | 5 avril 2000 - 4 août 2004 (4 ans, 3 mois et 30 jours)          | ČSSD     | Zeman Špidla      |
|     |     | František Bublan | 4 août 2004 - 4 septembre 2006 (2 ans et 1 mois)                | ČSSD     | Gross Paroubek    |
|     |     | Ivan Langer      | 4 septembre 2006 - 8 mai 2009 (2 ans, 8 mois et 4 jours)        | ODS      | Topolánek I et II |
|     |     | Martin Pecina    | 8 mai 2009 - 13 juillet 2010 (1 an, 2 mois et 5 jours)          | Sans     | Fischer           |
|     |     | Radek John       | 13 juillet 2010 - 21 avril 2011 (9 mois et 8 jours)             | VV       | Nečas             |
|     |     | Jan Kubice       | 21 avril 2011 - 10 juillet 2013 (2 ans, 2 mois et 19 jours)     | Sans     | Nečas             |
|     |     | Martin Pecina    | 10 juillet 2013 - 29 janvier 2014 (6 mois et 19 jours)          | Sans     | Rusnok            |
|     |     | Milan Chovanec   | 29 janvier 2014 - 13 décembre 2017 (3 ans, 10 mois et 14 jours) | ČSSD     | Sobotka           |
|     |     | Lubomír Metnar   | 13 décembre 2017 - 27 juin 2018 (6 mois et 14 jours)            | ANO 2011 | Babiš I           |
|     |     | Jan Hamáček      | 27 juin 2018 – 17 décembre 2021 (3 ans, 5 mois et 20 jours)     | ČSSD     | Babiš II          |
|     |     | Vít Rakušan      | depuis le 17 décembre 2021 (3 ans, 2 mois et 25 jours)          | STAN     | Fiala             |